# Polsslag

Plaatsen waar de polsslag gevoeld kan worden.

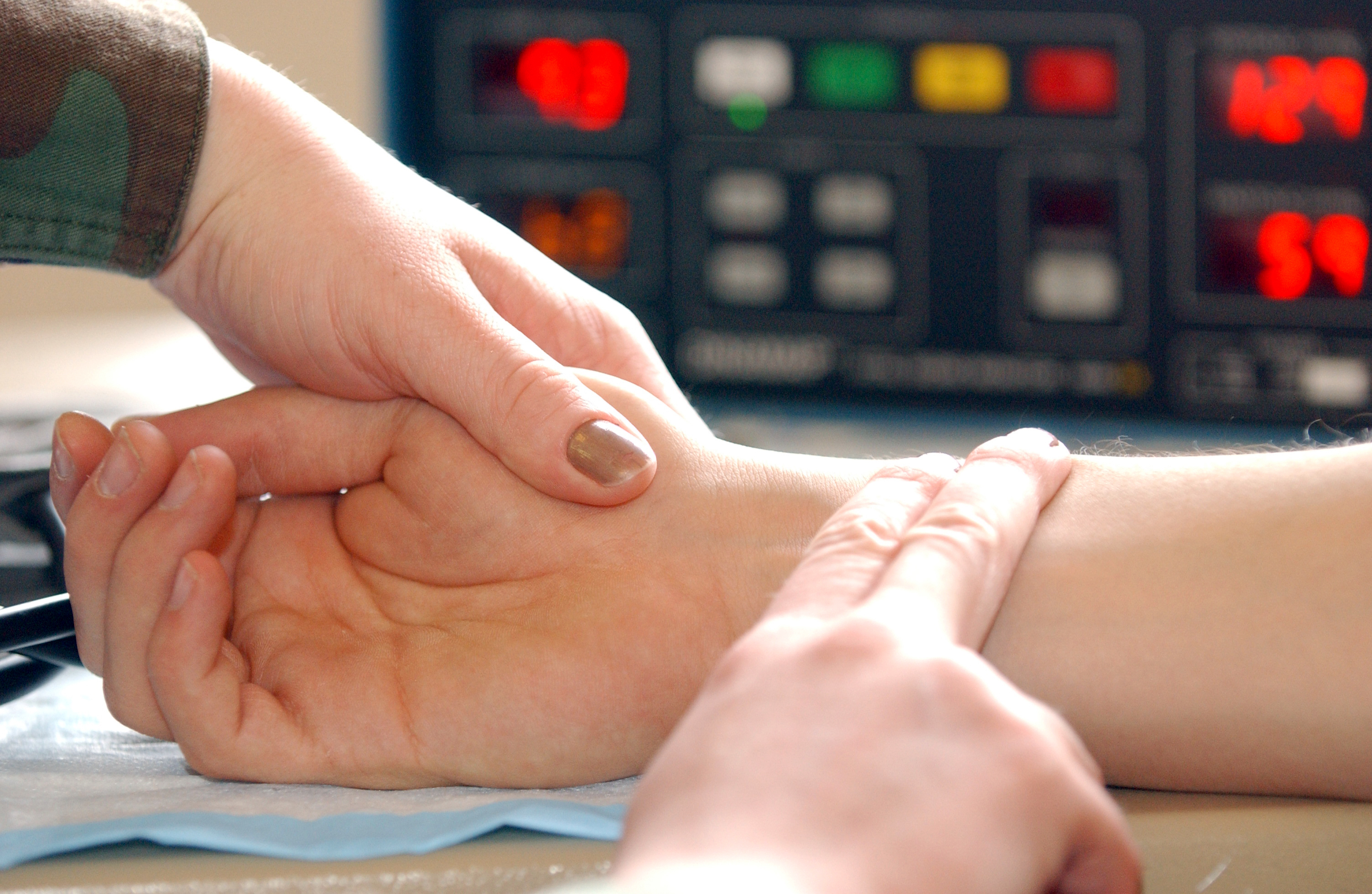
Het meten van de polsslag.

De polsslag, pols of pulsus is de voelbare klopping in de slagaders ten gevolge van de pulsatiele voortstuwing van het bloed door het hart.
Deze pulsen kunnen een indruk geven van de snelheid, kracht en regelmaat waarmee het hart het bloed rondpompt in het lichaam en kan een idee geven van de vulling van de bloedvaten.
Deze puls kan eenvoudig gevoeld worden ter hoogte van de pols. Vandaar de benaming polsslag. Bij verlies van polsslag spreekt men in de geneeskunde van asystolie of asfyxie, dat letterlijk 'zonder pols' betekent. Tegenwoordig wordt de laatste term meer gebruikt in verband met zuurstoftekort in het lichaam zoals bij verstikking.

## Manier van palperen
- Palperen (voelen) moet correct gebeuren om een puls te kunnen voelen. Men gebruikt steeds wijs- en middelvinger om te voelen, eventueel met ringvinger erbij. Er wordt nooit naar een puls gevoeld met de duim om te vermijden dat de eigen puls gevoeld wordt.
- Een puls kan enkel gevoeld worden in een slagader (arterie), niet in een ader (vene), omdat in een ader geen krachtige pulsen meer zijn, maar het bloed onder veel lagere druk in één continue beweging vloeit.
- De puls kan enkel gevoeld worden als het bloedvat voldoende oppervlakkig ligt en het tegen een bot of stevige structuur aangedrukt kan worden.

## Plaatsen waar de puls gevoeld kan worden
| Pols       | De polsslag kan ter hoogte van de pols gevoeld worden ter hoogte van arteria radialis. De arteria radialis ligt het meest oppervlakkig -en is bijgevolg het best voelbaar- aan de binnenzijde van de pols aan duimzijde. Daar waar de arteria radialis over het os radiale loopt (onderarmbot aan duimzijde) kan de puls in het bloedvat met de vingers gevoeld worden. De arteria ulnaris is eveneens een plaats waar men de puls kan voelen (aan de buitenzijde van de pols aan pinkzijde). Hier de polsslag meten is moeilijker dan ter hoogte van de arteria radialis. |
| Vingers    | Door met de ene hand de wijsvinger en middelvinger van de andere hand zachtjes samen te omklemmen kan de puls worden gevoeld. |
| Bovenarm   | Ter hoogte van de bovenarm is de arteria brachialis (bovenarmslagader) te voelen aan de binnenzijde van arm (tegen de romp) tussen de biceps- en tricepsspier. |
| Schouder   | De puls ter hoogte van arteria subclavia is te voelen achter het sleutelbeen, naast de incisura jugularis (kuiltje boven het borstbeen). |
| Hals       | Ter hoogte van de carotiden (arteriae carotides) kan de puls gevoeld worden van het bloed dat naar het hoofd gestuwd wordt. De carotiden lopen links en rechts naast het strottenhoofd. Men mag de puls nooit aan beide kanten tegelijk voelen bij een persoon, omdat de bloedstroom naar de hersenen nadelig kan beïnvloeden. Een ander risico is dat palperen van de carotis een vertraging van het hartritme vreoorzaakt, die tot de dood van een persoon kan leiden.                                                                                                   |
| Kaak       | Op de onderrand van de kaak kan de puls (polsslag) gevoeld worden in arteria facialis (de aangezichtsslagader). Deze slagaders lopen links en rechts, in het midden tussen kin en kaakhoek, over het kaakbeen. |
| Slaap      | Arteria temporalis superficialis kan gevoeld worden nabij de slapen. Te palperen vlak voor het oor, net boven het jukbeen. |
| Lies       | In de diepte van de liesstreek kan de arteria femoralis (dijbeenslagader) gevoeld worden, onder het lieskanaal. Deze slagader ligt tamelijk diep in de structuren. |
| Knieholte  | Het voelen van de puls in de arteria poplitea is niet eenvoudig. Deze slagader dient met de vingers van beide handen gepalpeerd te worden bij een licht gebogen knie. Vaak is enige ervaring vereist om deze pols te kunnen voelen. |
| Enkel      | Arteria tibialis posterior is te voelen aan de malleolus medialis (de binnenste enkel) waar deze arterie achter het bot doordraait. Deze pols is belangrijk in geval van bepaalde aandoeningen die de bloedvaten aantasten. Zie ook enkel-armindex. |
| Voetrug    | Boven op de voet kan de arteria dorsalis pedis (voetrugslagader) gevoeld worden. Deze slagader is best te voelen tussen de pezen die vooraan aanhechten aan de enkel. Vergelijking van de polskracht in enkel, voetrug en teen kan een idee geven van de mate waarin de bloedvaten van bijvoorbeeld een diabetes mellitus-patiënt zijn aangetast. |
| Grote teen | Onder de grote teen, tussen de sesamoïden (sesambeen) is de arteria digitalis voelbaar indien de bloedvaten van de persoon in goede staat zijn en de bloeddruk voldoende krachtig is. Deze puls is niet altijd even gemakkelijk voelbaar. |

## Baby's
Bij baby's zijn de bloedvaten soms zo klein dat het moeilijk is om hun pols te voelen.
Tot de leeftijd van twee jaar is de fontanel nog niet gesloten en is de hartslag voelbaar of zelfs zichtbaar boven op het hoofdje waar de fontanel zich bevindt. Uiteraard dient palpatie ter hoogte van de fontanel erg voorzichtig te gebeuren en mag er geen druk op uitgeoefend worden.

## Afwijkingen
- Pulsus alternans
- Pulsus bigeminus (tweelingpols)
- Pulsus paradoxus